# 岡本喜道
岡本喜道（おかもと よしみち）は、日本の漫画家。

## 来歴
- 2012年 『逃がし屋(ジャンプNEXT!版)』を「ジャンプNEXT!」2012SUMMERに掲載しデビュー。
- 2013年 『逃がし屋(週刊少年ジャンプ版)』を「週刊少年ジャンプ」2013年28号に掲載。
- 2014年 『BRAIN BRAIKER -ブレインブレイカー-』を「週刊少年ジャンプ」2014年40号に第9回金未来杯エントリー作品として掲載。
- 2016年 『デモンズプラン』を「週刊少年ジャンプ」2016年51号より連載開始。
- 2017年 『デモンズプラン』が「週刊少年ジャンプ」2017年12号にて連載終了。

## 作品

### 連載
- 『デモンズプラン』（週刊少年ジャンプ 2016年51号-2017年12号）〈単行本·全2巻〉[1]

### 読切
- 『逃がし屋』
  - ジャンプNEXT!版 (ジャンプNEXT! 2012SUMMER)、単行本未収録
  - 週刊少年ジャンプ版 (週刊少年ジャンプ 2013年28号)、デモンズプラン1巻に収録
- 『BRAIN BRAIKER -ブレインブレイカー-』 (週刊少年ジャンプ 2014年40号)、デモンズプラン2巻に収録